# Теодосиу, Зафиракис
Зафириос (Зафиракис) Теодосиу Логотетис (греч. Ζαφειράκης Θεοδοσίου Λογοθέτης Науса 1772 год — Науса 22 апреля 1822 год), старейшина греческого города Науса (Иматия), Центральная Македония, один из руководителей восстания в регионе в годы Освободительной войны Греции 1821—1829 гг., погиб при обороне и разрушении города.

## Биография
Зафиракис Теодосиу родился в Наусе в 1772 году и происходит из знатной семьи города. В силу его разностороннего и глубокого образования. за ним закрепилась и фамилия Логофет. Большую часть своей молодости провёл в городе Янина, где местный полуавтономный правитель албанец Али-паша Тепеленский выделил его среди учащейся молодёжи и стал его покровителем.
По окончании учёбы Зафиракис вернулся в свой город. В последующие годы Али пытался включить процветающую Наусу в свои владения.
Во время 3-й осады города силами Али, в 1804 году, наусцы были вынуждены пойти на компромисс. Была послана делегация в Янина, во главе с Зафиракисом, которого Али назначил правителем Наусы. Как правитель, Зафиракис принял участие в интригах вали (правителя) города Фессалоники, направленных против Али-паши, который изгнал Зафиракиса из города. Зафиракис был вынужден искать убежище, сначала в Фессалоники, затем на Святой горе (Афон), а затем уехал в Константинополь, где пробыл 12 лет. Получив фирман султана Махмуда-II, Зафиракис вернулся старейшиной в Наусу, которая вышла из под контроля Али-паши с 1812 года.

Как правитель, Зафиракис был почитаем населением, в силу его щедрости и ряда работ произведенных в годы его правления, как-то мануфактуры (в особенности оружейные) церкви, школы и дороги. Но его всесилие оспаривалось знатным наусцем Мамантис Драгатасом и вскоре город разделилися на 2 лагеря. Зафиракис был обвинён в растрате денег городской казны и высокомерном поведении, поскольку кроме 60 человек его личной охраны (оплачиваемых казной) он содержал ещё 40 человек охраны согласно его заявлению за свои деньги
.
В 1820 году он был посвящён в тайное революционное общество Филики Этерия и вошёл в контакт с клефтами Каратасос, Анастасиос и Гацос, Ангелис. Посвятивший его в Этерию, Д.Ипатрос, прибыв в Наусу, объявил Зафиракису генеральный план в котором Александр Ипсиланти предусматривал сотрудничество с Али-пашой, с тем чтобы отвлечь внимание султана и создать благоприятные условия для революции. Зафиракис ни в коей мере не хотел сотрудничать с Али-пашой. Ипатрос был арестован османами в Наусе, вероятно после вмешательства Зафиракиса. Документы найденные при Ипатросе, после дешифровки произведенной с помощью предавшего Этерию А.Теодору, сделали достоянием турок многие из планов этеристов
.
Память о пребывании Ипатроса в Наусе и его смерти сохранилась в народной песне Наусы которая начинается словами «из Сибири парень прибыл» (греч. "από τη Σιβηρία νέος ήρθιν)
.
Противодействие многих жителей Наусы провозглашению революции вынудило Зафиракиса выслать Драгатаса в Фессалоники. Восстание вспыхнуло 19 февраля 1822 года, с целью сделать город базой восстания и дальнейшего наступления на города Верия и Эдесса. Однако выступление Абу Лубут-паши из Фессалоники с 18-тысячным корпусом вынудило повстанцев обороняться за стенами своего города. После 3-х недельной обороны (с 27 марта по 18 апреля) османам удалось ворваться в город. Последовали разрушение города, резня и обращение населения в рабство. В пределах города остались Зафиракис Теодосиу со своим сыном Филиппом, военачальники Иоаннис Каратасос, Зотос, Константинос Каратасос, Циупис, Иоаннис Папарескас и братья Сиунгарис, создавшие последнюю линию обороны. Анастасиос Каратасос и Ангелис Гацос сумели прорваться. Зафиракис Теодосиу со своим сыном Филиппом и Иоаннис Каратасос укрылись в родовой башне Зафиракиса, где нашли убежище и около 500 женщин и детей. Здесь они сумели продержаться 3 дня и 21 апреля предприняли прорыв. Перед ночным прорывом многие младенцы были задушены матерями, чтобы их плач не выдал исход. Зотос получил ранение при прорыве, вернулся в башню и взорвал пороховой погреб вместе с собой и наседавшими турками. Зафиракис со своми бойцами и женищинами и детьми сумел вырваться за стены города, но большая часть колонны была настигнута и захвачена турками в лесу у села Кавасила. Зафиракис и Иоаннис Каратасос были обезглавлены, их головы посажены на шесты для демонстрации населению окружающих сёл.
.
Жена Зафиракиса погибла в резне и её гибель описывается в народной песне Макриница
.